# Ningen fushin: Adventurers Who Don't Believe in Humanity Will Save the World
Ningen fushin: Adventurers Who Don't Believe in Humanity Will Save the World (人間不信の冒険者たちが世界を救うようです?, Ningen fushin no bōkensha-tachi ga sekai o sukuu yō desu, lett. "Sembra che avventurieri misantropici salveranno il mondo") è una serie di light novel scritta da Shinta Fuji e illustrata da Susumu Kuroi. Ha iniziato la serializzazione online il 13 gennaio 2019 sul sito web Shōsetsuka ni narō e successivamente è stata acquistata da Media Factory sotto l'etichetta MF Books il 25 settembre dello stesso anno. Un adattamento manga, realizzato da Masaki Kawakami, è stato serializzato online sul sito web ComicWalker di Kadokawa Shoten dal 25 ottobre 2019 al 23 gennaio 2023. Un adattamento anime della serie, prodotto da Geek Toys, è stato trasmesso dal 10 gennaio al 28 marzo 2023.

## Personaggi
Nick (ニック?, Nikku)
Doppiato da: Yūsuke Kobayashi
Uno dei protagonisti. Precedentemente faceva parte del gruppo di avventurieri All Martial Arts fino a quando non è stato espulso a seguito di una discussione causata dai suoi ex compagni di squadra che si appropriavano dei fondi. Successivamente, ha appreso che la sua presunta ragazza lo stava solo sfruttando per soldi e quindi ha attraversato una fase in cui sperperava il denaro che gli rimaneva in concerti del suo gruppo di idol preferito. Tuttavia, dopo aver incontrato Tiana, Curran e Zem e aver stretto un legame con loro grazie ai tradimenti subiti che tutti e quattro condividono, propone di formare un nuovo party per finanziare i loro stili di vita spendaccioni mentre lavorano insieme cercando di superare i problemi di fiducia e di personalità che li affliggono. Nel suo caso è la sua tendenza a parlare con gli altri.
Tiana (ティアーナ?, Tiāna)
Doppiata da: Sayumi Watabe
Un'ex nobildonna e l'incantatrice del gruppo.
Curran (カラン?, Karan)
Doppiata da: Sayaka Kikuchi
Una ragazza drago e il guerriero del gruppo. A parte un grande appetito, è l'unico membro del gruppo che non ha uno stile di vita spendaccione, costringendo i suoi compagni di squadra ad affidarle la protezione dei fondi del party.
Zem (ゼム?, Zemu)
Doppiato da: Shun'ichi Toki
Un ex prete e guaritore del gruppo.
Kizuna (キズナ?)
Doppiato da: Mikako Komatsu
Agate (アゲート?, Agēto)
Doppiata da: Kaori Ishihara

## Media

### Light novel
La serie, scritta da Shinta Fuji e illustrata da Susumu Kuroi, ha iniziato la serializzazione sul sito web Shōsetsuka ni narō il 13 gennaio 2019. Successivamente è stata acquistata da Media Factory, che l'ha pubblicata sotto l'etichetta MF Books. L'azienda ne ha pubblicato sei volumi a partire dal 25 novembre 2023.
Al Sakura-Con 2022 Yen Press ha annunciato di aver acquistato i diritti per la pubblicazione della serie in lingua inglese.
| Nº | Data di prima pubblicazione | Data di prima pubblicazione | Data di prima pubblicazione |
| Nº | Giapponese                  | Giapponese                  |                             |
| -- | --------------------------- | --------------------------- | --------------------------- |
| 1  | 25 settembre 2019           | ISBN 978-4-04-064062-4      |                             |
| 2  | 25 marzo 2020               | ISBN 978-4-04-064536-0      |                             |
| 3  | 25 agosto 2021              | ISBN 978-4-04-680696-3      |                             |
| 4  | 23 dicembre 2022            | ISBN 978-4-04-682020-4      |                             |
| 5  | 24 marzo 2023               | ISBN 978-4-04-682320-5      |                             |
| 6  | 25 novembre 2023            | ISBN 978-4-04-683072-2      |                             |

### Manga
Un adattamento manga, disegnato da Masaki Kawakami, è stato serializzato sul sito web ComicWalker di Kadokawa Shoten dal 25 ottobre 2019 al 23 gennaio 2023.
All'Anime Expo 2022, Yen Press ha annunciato di aver acquistato i diritti per la pubblicazione in inglese del manga.
| Nº | Data di prima pubblicazione | Data di prima pubblicazione | Data di prima pubblicazione |
| Nº | Giapponese                  | Giapponese                  |                             |
| -- | --------------------------- | --------------------------- | --------------------------- |
| 1  | 23 marzo 2020               | ISBN 978-4-04-064478-3      |                             |
| 2  | 21 agosto 2020              | ISBN 978-4-04-064826-2      |                             |
| 3  | 22 gennaio 2021             | ISBN 978-4-04-680099-2      |                             |
| 4  | 21 settembre 2021           | ISBN 978-4-04-680639-0      |                             |
| 5  | 22 aprile 2022              | ISBN 978-4-04-681232-2      |                             |
| 6  | 23 gennaio 2023             | ISBN 978-4-04-682065-5      |                             |

### Anime

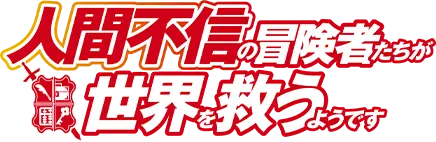
Logo della serie

Un adattamento anime è stato annunciato all'evento live streaming dell'8º anniversario di MF Books il 15 agosto 2021. Successivamente è stato rivelato essere prodotto da Frontier Works, animato da Geek Toys in collaborazione con Seven, e sceneggiato e diretto da Itsuki Imazaki. Hiroo Nagao si è occupato del character design e ha funto da capo direttore dell'animazione, mentre Ryo Takahashi ha composto la colonna sonora. La serie ha iniziato ad essere trasmessa il 10 gennaio 2023 su Tokyo MX e altre reti. La sigla di apertura è Glorious World di Shun'ichi Toki, mentre la sigla di chiusura è Never Fear di Mao Abe. Crunchyroll ha distribuito la serie internazionalmente con il titolo Ningen fushin: Adventurers Who Don't Believe in Humanity Will Save the World, in versione originale o col doppiaggio in inglese e sottotitoli in varie lingue tra cui l'italiano.

#### Episodi
| Nº | Titolo italiano Giapponese 「Kanji」 - Rōmaji                                                                                    | In onda          | In onda |
| Nº | Titolo italiano Giapponese 「Kanji」 - Rōmaji                                                                                    | Giapponese       |         |
| 1  | Avventurieri disillusi 「人間不信の冒険者たち」 - Ningen fushin no bōkensha-tachi                                                | 10 gennaio 2023  |         |
| 2  | Nasce il gruppo definitivo? Sopravvissuti! 「最強パーティ結成？サバイバーズ！」 - Saikyō pāti kessei? Sabaibāzu!                 | 17 gennaio 2023  |         |
| 3  | Il segreto di Curran 「カランの秘密」 - Karan no himitsu                                                                         | 24 gennaio 2023  |         |
| 4  | Il Labirinto dei Legami 「絆の迷宮」 - Kizuna no meikyū                                                                          | 31 gennaio 2023  |         |
| 5  | L'incontro con le Tigri di Ferro 「鉄虎隊、相まみえる。」 - Tekkotai, aimamieru.                                                 | 7 febbraio 2023  |         |
| 6  | La Scazzottata Aritmetica 「算数ベアナックル」 - Sansū beanakkuru                                                                | 14 febbraio 2023 |         |
| 7  | Guida all'azzardo 「賭博指南」 - Tobaku shinan                                                                                   | 21 febbraio 2023 |         |
| 8  | La bellissima paladina 「麗しのパラディンさま」 - Uruwashi no paradin-sama                                                       | 28 febbraio 2023 |         |
| 9  | La leggenda di Dedalo - Stepping Man?! 「迷宮都市伝説 ステッピングマン！？」 - Meikyū toshi densetsu Suteppingu Man!?            | 7 marzo 2023     |         |
| 10 | La trappola di Dedalo 「迷宮捜査網」 - Meikyū sōsamō                                                                             | 14 marzo 2023    |         |
| 11 | Survivors vs Stepping Man 「サバイバーズVSステッピングマン」 - Sabaibāzu bāsasu Suteppingu Man                                   | 21 marzo 2023    |         |
| 12 | Gli Avventurieri non sono ancora in grado di salvare il mondo 「冒険者はまだ世界を救えない」 - Bōkensha wa mada sekai o sukuenai | 28 marzo 2023    |         |

#### Home video

##### Giappone
Gli episodi della serie sono stati pubblicati in Blu-ray dal 26 aprile 2023 al 31 maggio 2023.
| Volume | Episodi | Data di pubblicazione |
| ------ | ------- | --------------------- |
| 1      | 1–6     | 26 aprile 2023        |
| 2      | 7–12    | 31 maggio 2023        |